# Steve Scalise

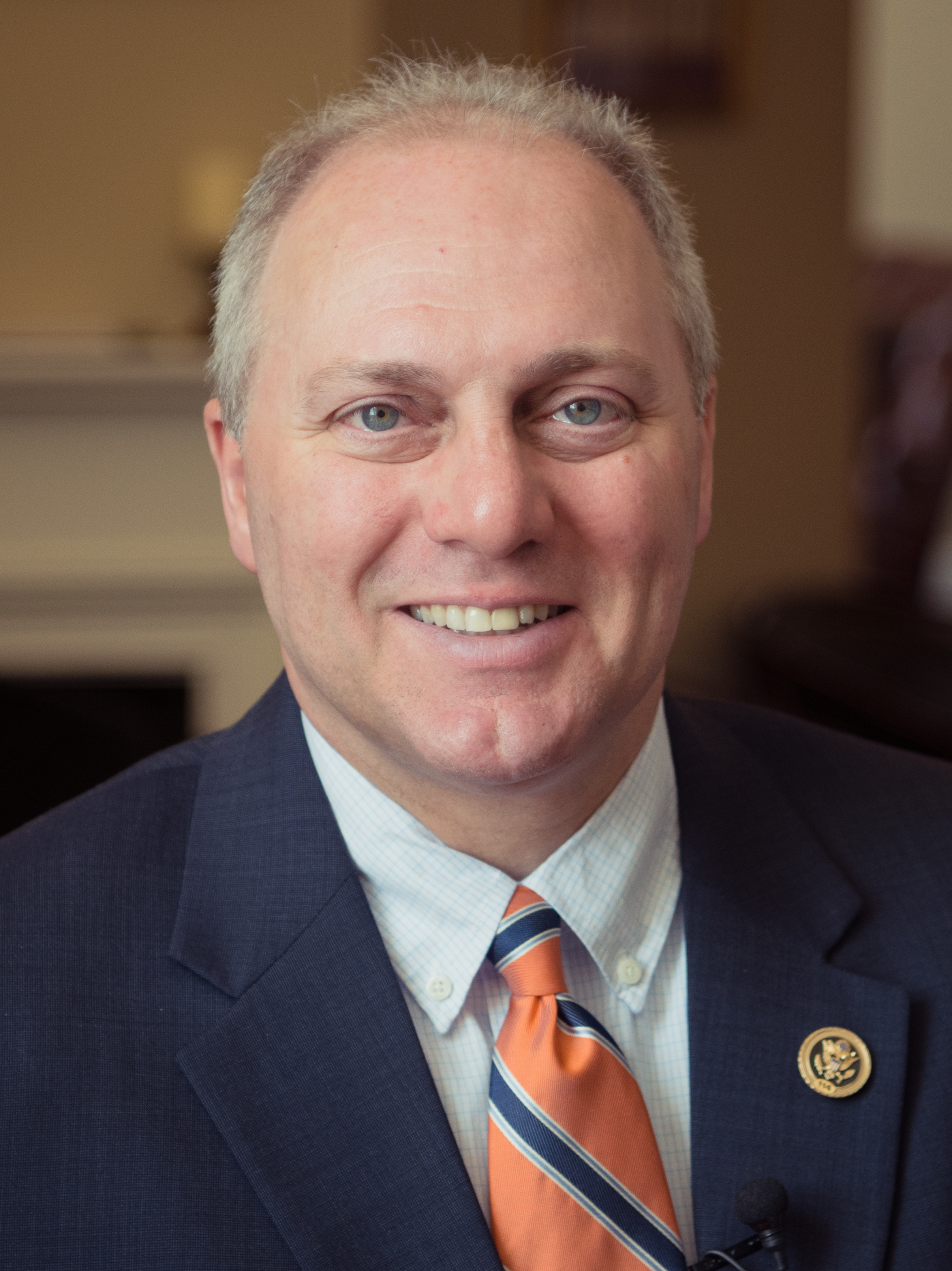
Steve Scalise (2019)

Stephen Joseph „Steve“ Scalise (* 6. Oktober 1965 in New Orleans, Orleans Parish, Louisiana) ist ein US-amerikanischer Politiker der Republikanischen Partei. Seit Mai 2008 vertritt er den ersten Distrikt des Bundesstaats Louisiana im US-Repräsentantenhaus und ist seit Januar 2023 der Fraktionsvorsitzende (House Majority Leader) der republikanischen Mehrheitsfraktion, nachdem er von August 2014 bis 2018 Majority Whip der republikanischen Mehrheitsfraktion und anschließend von Januar 2019 bis Januar 2019 im 116. und 117. Kongress der House Minority Whip der republikanischen Minderheitsfraktion im Repräsentantenhaus war.

## Familie, Ausbildung und Beruf
Scalise besuchte die Rummel High School und studierte dann an der Louisiana State University in Baton Rouge, wo er einen Bachelor of Science erwarb.
Danach arbeitete er als Softwareentwickler und Marketingchef einer Technologiefirma.
Scalise ist verheiratet und hat mit seiner Frau Jennifer zwei Kinder. Im August 2023 gab er bekannt, dass bei ihm ein Multiples Myelom, eine Krebserkrankung des blutbildenden Systems, diagnostiziert wurde.

## Politische Laufbahn
Scalise war von 1995 bis 2007 Abgeordneter der Republikaner im Repräsentantenhaus von Louisiana. Im Jahr 2008 war er für einige Monate Mitglied des Staatssenats.
Nach dem Rücktritt des Abgeordneten Bobby Jindal, der zum Gouverneur von Louisiana gewählt worden war, wurde Scalise bei der fälligen Nachwahl am 3. Mai 2008 mit 75,1 % gegen Gilda Reed von der Demokratischen Partei sowie zwei weitere Kandidaten für den ersten Kongresswahlbezirk Louisianas als dessen Nachfolger in das US-Repräsentantenhaus in Washington, D.C. gewählt. Dort trat er am 7. Mai 2008 sein Mandat an. In der regulären Wahl 2008 setzte er sich mit 65,7 % gegen „Jim“ Harlan von den Demokraten durch. 2010 konnte er den demokratischen Kandidaten Myron Katz mit 78,5 % noch deutlicher besiegen. Im Jahr 2012 gewann er unter anderem gegen den Demokraten Vinny Mendoza mit 66,6 %. 2014 setzte er sich erneut gegen Mendoza sowie den Demokraten Lee Dugas und Jeff Sanford von der Libertarian Party durch. Im Jahr 2016 siegte er mit 74,6 % gegen sechs weitere Mitbewerber durch. Auch in der Wahl zum Repräsentantenhaus der Vereinigten Staaten 2018 konnte er sich im ersten Wahlgang mit 71,5 Prozent der Stimmen gegen fünf weitere Kandidaten durchsetzen. 2020 besiegte er erneut die Demokratin Lee Ann Dugas und den Libertären Howard Kearney, die er beide zuvor schon besiegen konnte, mit 72,2 %.
Im 113. Kongress wurde er zum Vorsitzenden des konservativen Republican Study Committee gewählt. Am 19. Juni 2014 wurde Scalise zum Whip der Republikaner gewählt, was der deutschen Position eines Parlamentarischen Geschäftsführers entspricht, nachdem der bisherige republikanische Whip Kevin McCarthy durch den Rücktritt Eric Cantors zum republikanischen Parteiführer aufstieg und der Posten somit vakant war. Damit hatte Scalise den dritthöchsten Rang in der Fraktion inne nach dem Sprecher des Repräsentantenhauses der Vereinigten Staaten und dem Majority-Leader und trat deshalb als Vorsitzender des Republican Study Committee zurück, sein Nachfolger in diesem Amt war Rob Woodall.
Beim Kongress-Baseball-Attentat vom 14. Juni 2017 wurde Scalise von dem 66-jährigen Baugutachter James Hodgkinson aus Belleville, Illinois, in die Hüfte geschossen. Der Attentäter starb nach einem Schusswechsel mit der Polizei. Bei der Einlieferung ins Krankenhaus war Scalise zunächst in einem kritischen Zustand, der nach mehreren Operationen stabilisiert werden konnte.
Scalise kehrte im September 2017 in den Kongress zurück.
Die Primary (Vorwahl) für die Wahlen 2022 fanden in Louisiana am 8. November statt. Er trat gegen Katie Darling von der Demokratischen Partei und erneut Howard Kearney an. Er konnte mit 72,9 % die absolute Mehrheit erreichen, und so wurde die Stichwahl am 10. Dezember 2022 nicht mehr notwendig. Dadurch ist Scalise auch im Repräsentantenhaus des 118. Kongresses vertreten.
Nachdem die Republikaner die Mehrheit bei den Wahlen zum Repräsentantenhaus 2022 die Mehrheit errungen hatten, wurde der bisherige Fraktionsvorsitzende Kevin McCarthy zum Sprecher des Repräsentantenhauses gewählt und Scalise folgte McCarthy nun auf das Amt des Fraktionsvorsitzenden der republikanischen Fraktion. Da der republikanische Fraktionsvorsitz im 118. Kongress aber gleichbedeutend mit dem Amt des House Majority Leaders ist, blieb Scalise weiterhin nur die Nummer 2 der republikanischen Fraktion hinter dem Sprecher des Repräsentantenhauses McCarthy. Im Amt des House Majority Leader folgte er wie schon im Amt des House Minority Whip dem Demokraten Steny Hoyer.
Scalise ist im 118. Kongress Mitglied in folgenden Ausschüssen: Committee on Energy and Commerce, Communications and Technology, Select Subcommittee on the Coronavirus Crisis. Außerdem ist er Mitglied in 14 Caucuses.
Im Oktober 2023 wurde Scalise von seiner Fraktion zum Sprecher des Repräsentantenhauses nominiert. Im Kontext der Nominierung wird eine Rede Scalise diskutiert, die er 2002 vor einer vom ehemaligen Ku-Klux-Klan-Führer David Duke gegründeten Organisation gehalten hatte. Noch im selben Monat zog Scalise seine Bewerbung zurück, da er sich vor der Abstimmung keinen ausreichenden Rückhalt in seiner eigenen Fraktion sichern konnte. Trotzdem stimmten bei der ersten Abstimmungsrunde am 17. Oktober 2023 sieben (Mario Díaz-Balart, Florida; Tony Gonzales, Texas; Kay Granger, Texas; Mike Kelly, Pennsylvania; John Rutherford, Florida; Michael Simpson, Idaho; Steve Womack, Arkansas) der 220 republikanischen Abgeordneten für ihn und nicht für den offiziellen republikanischen Kandidaten Jim Jordan.
Bei der Wahl zum Repräsentantenhaus  2024 erhielt er 66,8 % und vermied die in Louisiana vorgesehene Stichwahl. Er ist damit im bis zum 3. Januar 2027 dauernden 119. Kongress vertreten.

## Positionen
Scalise hatte 2002 auf einer von David Duke organisierten Konferenz von Rassisten gesprochen. Er bestritt dies zwar später und bezeichnete es als Fehler, hatte sich allerdings damals auch als „David Duke ohne den Ballast“ (David Duke without the baggage) bezeichnet.
Trotz seiner Schussverletzung 2017 tritt er für das Recht ein, Waffen zu besitzen.
Scalise gehörte zu den Mitgliedern des Repräsentantenhauses, die bei der Auszählung der Wahlmännerstimmen bei der Präsidentschaftswahl 2020 für die Anfechtung des Wahlergebnis stimmten. Donald Trump hatte wiederholt behauptet, dass es umfangreichen Wahlbetrug gegeben habe. Für diese Behauptungen wurden keine Beweise vorgebracht. Der Supreme Court wies eine entsprechende Klage mit großer Mehrheit ab, wobei sich auch alle drei von Trump nominierten Richter gegen die Klage stellten. Scalise verurteilte zwar die Gewalt beim Angriff auf das Kapitol am 6. Januar 2021, lehnte es aber ab zu erklären, dass es bei der Präsidentenwahl nicht zu Wahlbetrug gekommen war. Er stimmte auch gegen das zweite Amtsenthebungsverfahren gegen Präsident Trump.

## Belege
1. 1 2  SCALISE, Steve. In: Biographical Directory of the United States Congress. Abgerufen am 21. Dezember 2022 (englisch).
2. 1 2  Biography. In: U.S. House of Representatives. Abgerufen am 21. Dezember 2022 (englisch).
3. ↑  Scalise being treated for blood cancer, plans to keep working. Auf: rollcall.com vom 29. August 2023.
4. ↑  Incoming House Majority Leader Steve Scalise. In: Biography from Legistorm. Abgerufen am 21. Dezember 2022 (englisch).
5. ↑  Official Election Results Results for Election Date: 5/3/2008. In: Louisiana Secretary of State. Abgerufen am 21. Dezember 2022 (englisch).
6. ↑  Scalise to be sworn in today. In: nola.com. Abgerufen am 21. Dezember 2022 (englisch).
7. ↑  Official Election Results Results for Election Date: 11/4/2008. In: Louisiana Secretary of State. Abgerufen am 21. Dezember 2022 (englisch).
8. 1 2 3  Steve Scalise. In: Ballotpedia. Abgerufen am 21. Dezember 2022 (englisch).
9. ↑  Ed OKeefe, Robert Costa: McCarthy chosen as new House majority leader. In: The Washington Post, 19. Juni 2014 (englisch).
10. ↑  Rachael Bade: Scalise improves to ‘fair’ condition, hospital says. In: Politico, 21. Juni 2017 (englisch).
11. ↑  ‘Miracles really do happen’: Rep. Steve Scalise returns to Congress, 15 weeks after being shot. In: The Washington Post, 28. September 2017 (englisch).
12. ↑  Steve Scalise. In: Office of the Clerk, U.S. House of Representatives. Abgerufen am 21. Dezember 2022 (englisch).
13. ↑  Committees and Caucuses. In: U.S. House of Representatives. Abgerufen am 21. Dezember 2022 (englisch).
14. ↑  Republikaner nominieren Steve Scalise für Chefposten im US-Kongress. In: Der Spiegel. 11. Oktober 2023, ISSN 2195-1349 (spiegel.de [abgerufen am 11. Oktober 2023]).
15. ↑  US-Republikaner – Neuer Kandidat, aber Chaos um Speaker-Wahl geht weiter, von Doris Simon Deutschlandfunk 12. Oktober 2023
16. ↑  Republikaner im US-Repräsentantenhaus am Rande der Revolte Frankfurter Rundschau 12. Oktober 2023
17. ↑  USA: Republikaner Steve Scalise verzichtet auf Chefposten im US-Kongress. In: Der Spiegel. 13. Oktober 2023, ISSN 2195-1349 (spiegel.de [abgerufen am 13. Oktober 2023]).
18. ↑  Melissa Quinn: These House Republicans voted against Jim Jordan's speaker bid in the first round. In: CBS News. 17. Oktober 2023, abgerufen am 23. Oktober 2023 (englisch).
19. ↑   Chelsea Brasted: Live results: Steve Scalise reelected in Louisiana, Axios vom 5. November 2024
20. 1 2 3   Lisa Lambert: Republican Steve Scalise may be the next Speaker. What are his views?, BBC vom 12. Oktober 2023
21. ↑  STATE OF TEXAS, Plaintiff, v. COMMONWEALTH OF PENNSYLVANIA , et al., Defendants. (pdf) In: Supreme Court of the United States. 10. Dezember 2020, abgerufen am 18. Oktober 2022 (englisch).
22. ↑  Trump tweets Biden is ‘pretending he’s won’ and insisting he had a ‘landslide victory’. 15. Dezember 2020, abgerufen am 9. Januar 2021 (englisch).
23. ↑  US election 2020: Fact-checking Trump team’s main fraud claims. In: BBC News. 23. November 2020, abgerufen am 9. Januar 2021 (englisch).
24. ↑  Adam Liptak: Supreme Court Rejects Texas Suit Seeking to Subvert Election. In: The New York Times. 11. Dezember 2020, abgerufen am 9. Januar 2021 (englisch).

| Personendaten    | Personendaten                                           |
| ---------------- | ------------------------------------------------------- |
| NAME             | Scalise, Steve                                          |
| ALTERNATIVNAMEN  | Scalise, Stephen Joseph (vollständiger Name)            |
| KURZBESCHREIBUNG | US-amerikanischer Politiker der Republikanischen Partei |
| GEBURTSDATUM     | 6. Oktober 1965                                         |
| GEBURTSORT       | New Orleans, Orleans Parish, Louisiana                  |